# Apocopis
Apocopis es un género de plantas herbáceas perteneciente a la familia de las poáceas. Es originario de Birmania, India, China y el sudeste asiático.

## Citología
Su número de cromosomas es de: 2n = 20 y 40. 

## Especies seleccionadas
- Apocopis anomalus
- Apocopis beckettii
- Apocopis borneensis
- Apocopis breviglumis
- Apocopis burmanicus
- Apocopis wrightii Munro